# Sean Gunn
Sean Gunn (Saint Louis, Missouri, 1974. május 22. –) amerikai színész.
Legismertebb alakítása Kraglin a Marvel-moziuniverzum filmjeiben. Elsőként a 2014-es A galaxis őrzői  című filmben tűnt fel, ezt követte a A galaxis őrzői vol. 2. (2017) és a Bosszúállók: Végjáték (2019). 2000 és 2007 között szerepelt Szívek szállodája című sorozatban.

## Élete és pályafutása
Sean Gunn 1974. május 22-én született a Saint Louis-ban. Testvérei James Gunn filmkészítő, Matt Gunn színész és politikai író, Brian Gunn forgatókönyvíró, az Artisan Entertainment Patrick gyártója és korábbi alelnöke. A szüleik Leota és James F. Gunn, aki a St. Louis-i Thompson Coburn ügyvédi iroda ügyvédjei.

## Filmográfia

### Film
| Év   | Magyar cím                              | Eredeti cím                         | Szerep            | Magyar hang     |
| ---- | --------------------------------------- | ----------------------------------- | ----------------- | --------------- |
| 2025 | Superman                                | Superman                            | Maxwell Lord      | Szatmári Attila |
| 2023 | A galaxis őrzői: 3. rész                | Guardians of the Galaxy vol 3.      | Kraglin Obfonteri | Szatmári Attila |
| 2022 | Thor: Szerelem és mennydörgés           | Thor: Love and Thunder              | Kraglin Obfonteri | Szatmári Attila |
| 2021 |                                         | Agnes                               | Paul Satchimo     |                 |
| 2021 | The Suicide Squad – Az öngyilkos osztag | The Suicide Squad                   | Menyét            | Nem szólal meg  |
| 2019 | Bosszúállók: Végjáték                   | Avengers: Endgame                   | Kraglin Obfonteri | Nem szólal meg  |
| 2017 | A galaxis őrzői vol. 2.                 | Guardians of the Galaxy Vol. 2      | Kraglin Obfonteri | Szatmári Attila |
| 2016 |                                         | Po                                  | Ben               |                 |
| 2016 |                                         | Ordinary World                      | Ted               |                 |
| 2016 | A Belko-kísérlet                        | The Belko Experiment                | Marty Espenscheid | Ágoston Péter   |
| 201  |                                         | The Hive                            | Dr. Baker         |                 |
| 2014 | A galaxis őrzői                         | Guardians of the Galaxy             | Kraglin Obfonteri | Szatmári Attila |
| 2013 |                                         | The Education of Eddie and Mortimer | Creepy Carl       |                 |
| 2012 |                                         | The Giant Mechanical Man            | George            |                 |
| 2010 | Super                                   | Super                               | Toby              | Haagen Imre     |
| 2008 |                                         | Pants on Fire                       | PK                |                 |
| 2005 |                                         | Jesus, Mary and Joey                | Stevie            |                 |
| 2004 |                                         | Gilmore Girls Backstage Special     | önmaga            |                 |
| 2004 |                                         | Fish Out of Water                   | Jim               |                 |
| 2003 |                                         | The Man Who Invented the Moon       | Sammy Hughes      |                 |
| 2001 | Pearl Harbor – Égi háború               | Pearl Harbor                        | Traction Sailor   |                 |
| 2001 |                                         | Love, Sex & Murder                  | The Waiter        |                 |
| 2000 | Elbaltázott szuperhősök                 | The Specials                        | Alien Orphan      |                 |
| 1999 |                                         | The Auteur Theory                   | Tori York         |                 |
| 1997 |                                         | Stricken                            | Guffy             |                 |
| 1996 | Tromeo és Júlia                         | Tromeo and Juliet                   | Sammy Capulet     |                 |

### Televízió
| Év        | Magyar cím                               | Eredeti cím                                 | Szerep                                | Megjegyzések                                    |
| --------- | ---------------------------------------- | ------------------------------------------- | ------------------------------------- | ----------------------------------------------- |
| 2024      | Különc Kommandó                          | Creature Commandos                          | Menyét, G.I. Robot                    | főszereplő, magyar hangja Dér Zsolt             |
| 2023      | Doktor Murphy                            | The Good Doctor                             | Kenny                                 | 1 epizód                                        |
| 2023      | A káprázatos Mrs. Maisel                 | The Marvelous Mrs. Maisel                   | Jones                                 | 1 epizód                                        |
| 2023      | Marvel Studios: Betekintés               | Marvel Studios: Assembled                   | önmaga                                | 1 epizód                                        |
| 2022      | A végső lista                            | The Terminal List                           | Saul Agnon                            | 1 epizód                                        |
| 2022      | A galaxis őrzői – Ünnepi különkiadás     | The Guardians of the Galaxy Holiday Special | Kraglin Obfonteri                     | különkiadás, magyar hangja Szatmári Attila      |
| 2021      | Az újonc                                 | The Rookie                                  | Kincsvadász                           | 1 epizód, magyar hangja Csík Csaba              |
| 2021      | Mi lenne, ha…?                           | What If...?                                 | Kraglin Obfonteri (hang)              | 1 epizód, magyar hangja Szatmári Attila         |
| 2018      | Robotcsirke                              | Robot Chicken                               | további hangok                        | 1 epizód: Why Is It Wet?                        |
| 2016      | Szívek szállodája – Egy év az életünkből | Gilmore Girls: A Year in the Life           | Kirk Gleason                          | Főszereplő, magyar hangja Kolovratnik Krisztián |
| 2016      |                                          | Superstore                                  | Card Shopper                          | 1 epizód: Secret Shopper                        |
| 2014      | Dr. Csont                                | Bones                                       | Dr. Howard Fitch                      | 1 epizód: A hóhért akasztják                    |
| 2014      |                                          | The Victoria Uyen Show                      | önmaga                                | 1 epizód: Guardians of the Galaxy Premiere      |
| 2012–2013 |                                          | Bunheads                                    | Sebastian                             | 2 epizód                                        |
| 2012–2013 |                                          | H+                                          | Jason O'Brien                         | 9 epizód                                        |
| 2012      | Glee – Sztárok leszünk!                  | Glee                                        | Phineas Hayes                         | 1 epizód: Két pasi között                       |
| 2012      |                                          | Antiques Roadshow                           | önmaga                                | 1 epizód: Junk in the Trunk 2                   |
| 2011      |                                          | For a Green Card                            | Andrew                                | 1 epizód: What Could Possibly Go Wrong?         |
| 2009      |                                          | The Jace Hall Show                          | önmaga                                | 1 epizód: James Gunn & Brutal Legend            |
| 2008–2009 |                                          | James Gunn's PG Porn                        | Peppermint Patty, Jason, Bill Scrotey | 8 epizód                                        |
| 2008      |                                          | Humanzee!                                   | Humanzee                              | 1 epizód: Pilot                                 |
| 2008      |                                          | Sparky & Mikaela                            | Dude                                  | 1 epizód: Pilot                                 |
| 2008      | Scream Queens – Gyilkos történet         | Scream Queens                               | önmaga                                | 1 epizód                                        |
| 2007–2008 |                                          | October Road                                | Vincent "Rooster" Road                | 6 epizód                                        |
| 2002–2003 |                                          | Andy Richter Controls the Universe          | Phil                                  | 3 epizód                                        |
| 2002      | Igen, drágám!                            | Yes, Dear                                   | David Scott                           | 1 epizód: Making Baby                           |
| 2001      |                                          | Going to California                         | Joey "Fuzz" Fucetti                   | 4 epizód                                        |
| 2001      | Űrbalekok                                | 3rd Rock from the Sun                       | Attendant                             | 1 epizód: You Don't Know Dick                   |
| 2001      |                                          | DAG                                         | Ryan                                  | 1 epizód: Prom                                  |
| 2001      |                                          | Inside Schwartz                             | férfi                                 | 1 epizód: Bless Me Father, for I Have Fired You |
| 2000–2007 | Szívek szállodája                        | Gilmore Girls                               | Kirk Gleason                          | Főszereplő, magyar hangja Kolovratnik Krisztián |
| 2000      |                                          | The Michael Richards Show                   | Dennis                                | 1 epizód: Simplification                        |
| 2000      |                                          | Brutally Normal                             | Lenny                                 | 2 epizód                                        |
| 1999–2000 | Angel                                    | Angel                                       | Lucas, Mars                           | 2 epizód                                        |
| 1999      |                                          | Any Day Now                                 | Clerk                                 | 1 epizód: A Parent's Job                        |